# Toe Fat
Toe Fat var en brittisk rockgrupp som bildades 1969 av Ken Hensley (gitarr), John Konas (basgitarr) och Lee Kerslake (trummor) från The Gods samt Cliff Bennet från Rebel Rouser på sång.
Kort efter gruppens självbetitlade debutalbum lämnade Hensley och Kerslake gruppen, Hensley för att gå med i Uriah Heep och Kerslake för att gå med i The National Head Band innan han också gick med i Uriah Heep. Mellan sessionerna i Toe Fat och Uriah Heep medverkade Hensley dessutom under pseudonym på Head Machines album Orgasm. En trolig förklaring till att de båda lämnade gruppen är att de var missnöjda med Bennett, som stod som upphovsman till låtar som Hensley skrivit. På låten "The Wherefors and the Whys" hör man till och med tydligt att det är Hensley som både har skrivit låten och sjunger, utan att det anges på skivan.
Konas hade vid det laget redan ersatts av John Glascock, vars bror Brian Glascook ersatte Kerslake. Hensley ersattes av gitarristen Alan Kendall. Den nya uppsättningen spelade in skivan Toe Fat Two, men efter en turné 1970 sade skivbolaget upp kontraktet med gruppen eftersom den inte ansågs lönsam.
Bennett gick vidare till gruppen Rebellion. John Glascook gick med i Carmen 1976 och Brian Glascook arbetade med Kendall i Bee Gees innan han var med om att starta gruppen The Motels.
Gruppen spelade tung progressiv rock som påminner om den svenska gruppen November med inslag av Uriah Heep. Tiden var kanske inte mogen för sådan musik och gruppens skivor är mest kuriosa för samlare, men sett med dagens ögon är det många som har uppvärderat dem.

## Medlemmar
- Cliff Bennett – sång (1969–1971)
- Lee Kerslake – trummor, bakgrundssång (1969–1970)
- Ken Hensley – gitarr, bakgrundssång, keyboard (1969–1970)
- John Konas – basgitarr, bakgrundssång (1969)
- John Glascock – basgitarr (1969–1971)
- Alan Kendall – gitarr (1970–1971)
- Brian Glascock – trummor (1970–1971)

## Diskografi
Studioalbum
- Toe Fat (1970)
- Toe Fat Two (1970)

Singlar
- "Bad Side Of The Moon" / Bad Side Of The Moon" (1970)
- "Bad Side Of The Moon" / "Just Like Me" (1970)
- "Brand New Band" / "Can't Live Without You" (1972)

Samlingsalbum
- Toe Fat I & II (1995)